# Jamie Shackleton
Jamie Shackleton, född 8 oktober 1999 i Leeds, är en engelsk fotbollsspelare (mittfältare och högerback) som spelar för Sheffield United.

## Karriär
Shackleton fostrades i Leeds Uniteds akademi. Han debuterade för U23-laget i början av säsongen 2016/2017. I oktober 2016 lyftes han fram av tidigare akademichefen Neil Redfearn som en av klubbens mest lovande unga spelare. Sommaren 2017 skrev han på ett tvåårigt proffskontrakt med Leeds. Shackleton har framför allt spelat på mittfältet men efter Marcelo Bielsas ankomst till Leeds United i juni 2018 figurerade han under a-lagets försäsong som offensiv högerback.
Den 11 augusti 2018 blev Shackleton för första gången uttagen i matchtruppen till en tävlingsmatch. Han debuterade samma dag, 18 år gammal, då han i 73:e matchminuten blev inbytt mot Mateusz Klich på mittfältet i Leeds bortavinst med 1–4 över Derby County. Två dagar efter debuten skrev Shackleton på ett nytt treårigt kontrakt med Leeds United. Den 14 augusti 2018 startade han sin första tävlingsmatch, en seger med 2–1 över Bolton Wanderers i ligacupen, där Shackleton spelade högerback. En vecka senare startade han sin första seriematch, en oavgjord match (2–2) borta mot Swansea, där han fick spela högerback efter att lagkaptenen Liam Cooper skadat sig under uppvärmningen, och spelade fram Kemar Roofe till 1–1-målet.
Shackleton fortsatte att figurera i a-truppen och gjorde sammanlagt 21 seriematcher under debutsäsongen, varav fyra från start. I augusti 2020 förlängde han sitt kontrakt i Leeds United med fyra år. Den 19 juli 2022 lånades Shackleton ut till Millwall på ett säsongslån.
Den 4 juli 2024 värvades Shackleton av Sheffield United, där han skrev på ett treårskontrakt.